# Lee Yeon-hee
Lee Yeon-hee (26 febbraio 1988) è un'attrice e modella sudcoreana.

## Filmografia

### Cinema
- Baekmanjangja-ui cheotsarang (백만장자의 첫사랑), regia di Kim Tae-gyun (2006)
- M (엠), regia di Lee Myung-se (2007)
- Nae sarang (내 사랑), regia di Lee Han (2007)
- Sunjeong manhwa (순정만화), regia di Ryoo Jang-ha (2008)
- My Way (마이 웨이), regia di Kang Je-gyu (2011)
- Gyeolhonjeon-ya (결혼전야), regia di Hong Ji-young (2013)
- Joseon myeongtamjeong: Sarajin nob-ui ttal (조선명탐정: 사라진 놉의 딸), regia di Kim Sok-yun (2015)

### Televisione
- Haesin (해신) – serie TV (2004-2005)
- Geumjjokgat-eun nae saekki (금쪽같은 내새끼) – serie TV (2004-2005)
- Buhwal (부활) – serie TV (2005)
- Eoneu meotjin nal (어느 멋진 날) – serie TV (2006)
- U-Turn (유-턴) – miniserie TV (2008)
- Eden-ui dongjjok (에덴의 동쪽) – serie TV (2008-2009)
- Paradise mokjang (파라다이스 목장) – serie TV (2011)
- Yuryeong (유령) – serie TV (2012)
- Guga-ui seo (구가의 서) – serie TV (2013)
- Miss Korea (미스코리아) – serie TV (2013-2014)
- Hwajeong (화정) – serie TV (2015)
- Dasi mannan segye (다시 만난 세계) – serie TV (2017)
- The Package (더 패키지) – serie TV, 12 episodi (2017)
- Due contro tutti (레이스?, Re-iseuLR) – serie TV (2023)

## Videografia
- 2001 – "ALONE", brano di Moon Hee-joon
- 2001 – "Our Story", brano di Moon Hee-joon feat. Oh Sang-eun
- 2001 – "Thanks God", brano di Kangta
- 2002 – "Condition of My Heart", brano dei Fly to the Sky
- 2002 – "HERO", brano degli Shinhwa
- 2002 – "Memories", brano di Kangta
- 2002 – "Pine Tree", brano di Kangta
- 2002 – "Propose", brano di Kangta
- 2003 – "Habit", brano dei Fly to the Sky
- 2004 – "My Little Princess", brano dei TVXQ
- 2004 – "The Way U Are", brano dei TVXQ
- 2005 – "Persona", brano di Kangta
- 2006 – "Timeless", brano di Zhang Liyin feat. Xia
- 2008 – "Star Wish (I Will)", brano di Zhang Liyin
- 2008 – "The Left Shore of Happiness", brano di Zhang Liyin
- 2008 – "M-net Love Song 2008"
- 2009 – "Wizard of Oz", brano dei Clazziquai
- 2010 – "Miss You", brano degli SM the Ballad

## Riconoscimenti
| Anno | Premio                       | Categoria                                                        | Opera                       | Risultato       |
| ---- | ---------------------------- | ---------------------------------------------------------------- | --------------------------- | --------------- |
| 2001 | SM Best Youth Contest        | Gran premio                                                      |                             | Vincitore/trice |
| 2006 | Korean Film Awards           | Miglior nuova attrice                                            | Baekmanjangjaui cheotsarang | Candidato/a     |
| 2007 | Korean Film Awards           | Miglior nuova attrice                                            | M                           | Candidato/a     |
| 2008 | Max Movie Awards             | Miglior nuova attrice                                            | M                           | Vincitore/trice |
| 2008 | Baeksang Arts Awards         | Miglior nuova attrice                                            | M                           | Candidato/a     |
| 2008 | Golden Cinematography Awards | Miglior nuova attrice                                            | M                           | Vincitore/trice |
| 2008 | MBC Drama Awards             | Miglior coppia con Song Seung-heon                               | Eden-ui dongjjok            | Vincitore/trice |
| 2008 | MBC Drama Awards             | Premio popolarità, attrice                                       | Eden-ui dongjjok            | Vincitore/trice |
| 2008 | MBC Drama Awards             | Miglior nuova attrice                                            | Eden-ui dongjjok            | Vincitore/trice |
| 2009 | Baeksang Arts Awards         | Miglior nuova attrice (TV)                                       | Eden-ui dongjjok            | Candidato/a     |
| 2012 | Asia Model Festival Awards   | Premio fashionista                                               |                             | Vincitore/trice |
| 2012 | SBS Drama Awards             | Premio all'eccellenza, attrice in Drama Special                  | Yuryeong                    | Candidato/a     |
| 2013 | MBC Drama Awards             | Premio all'eccellenza, attrice in una miniserie                  | Guga-ui seo                 | Candidato/a     |
| 2014 | 2nd DramaFever Awards        | Miglior coppia non destinata a stare insieme (con Choi Jin-hyuk) | Guga-ui seo                 | Candidato/a     |